# Incidente de 31 de março

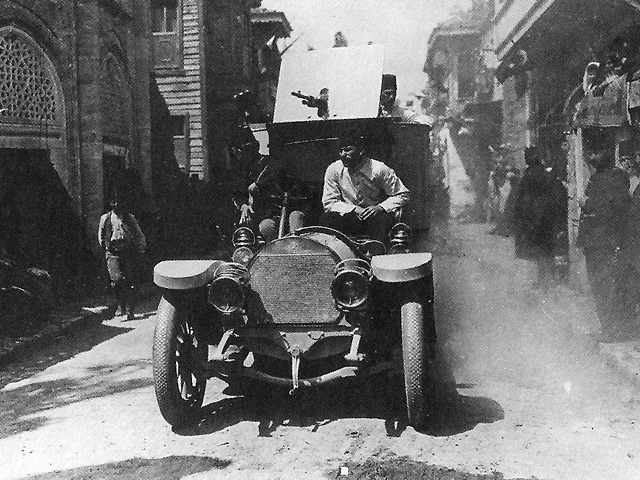
O "Exército de Ação" do Comitê para a União e o Progresso entrando em Istambul para retomar o poder dos organizadores do contragolpe.

O Incidente de 31 de Março (em turco:  31 Mart Vakası ou 31 Mart Olayı ou 31 Mart Hadisesi ou 31 Mart İsyanı) foi uma rebelião dos conservadores reacionários ocorrida em 1909 em Constantinopla contra a restauração do sistema constitucional que havia ocorrido em 1908, através da Revolução dos Jovens Turcos. Decorreu em 13 de abril de 1909 (31 de março no calendário Rumi em uso no momento no Império Otomano para cronometragem oficial), e foi o  ponto culminante do contragolpe otomano de 1909. O contragolpe tentou pôr fim à nascente Segunda Era Constitucional no Império Otomano e à recém-criada influência do Comitê para a União e o Progresso, a fim de reafirmar a posição do sultão otomano (na época Abdulamide II) como monarca absoluto.
Logo após o contragolpe, no entanto, o Comitê de União e Progresso organizou o Exército de Ação (em turco:  Hareket Ordusu) e recuperou o controle dos reacionários.

## Eventos
O contragolpe, instigado em grande parte por alguns contingentes do Exército, sob os auspícios de um certo extremista islâmico cipriota  Dervish Vahdeti, reinou supremo em Constantinopla por alguns dias.
Por outro lado, alguns escritores turcos acusaram os britânicos, liderados por Sir Gerald Fitzmaurice (1865-1939), como a mão invisível por trás dessa revolta religiosa reacionária. O governo britânico já tinha apoiado ações contra os constitucionalistas em uma tentativa de silenciar o efeito do reforço de simpatizantes alemães no Império Otomano desde a década de 1880.  Ainda de acordo com essas fontes, este contragolpe foi efetuado contra a facção de Selanik do Comitê para a União e o Progresso, que derrotou a facção simpatizante dos britânicos de Bitola.
Dervish Vahdeti e partidários foram derrotados pelo Hareket Ordusu ("Exército de Ação"), constituído em urgência com tropas estacionadas nos Bálcãs e que rapidamente partiram de Salônica, comandadas por Mahmud Shevket Paxá. Entre os oficiais que entraram na capital estava Mustafa Kemal.
Poucas semanas após o restabelecimento da ordem, o próprio sultão Abdulamide II foi deposto e enviado para o exílio em Salônica, e substituído por seu irmão Maomé V Raxade.